# 1306
1306 (MCCCVI) var ett normalår som började en lördag i den julianska kalendern.

## Händelser

### Februari
- 10 februari – Torgils Knutsson avrättas i Stockholm (omkring detta datum).

### Mars
- 25 mars – Sedan den skotske tronpretendenten John III Comyn har blivit dödad i Dumfries den 10 februari utropas Robert Bruce till kung av Skottland. När den kraftfulle engelske kungen Edvard I, som sedan 1296 har hävdat anspråk på den skotska tronen, dör året därpå och efterträds av sin svage son Edvard II lyckas Skottland snart göra sig helt fritt från det engelska styret.

### September
- 29 september – Kung Birger Magnussons bröder Erik och Valdemar tillfångatar sin bror på hans gård Håtunaholms säteri i Uppland i vad som har gått till historien som Håtunaleken.

### Okänt datum
- Bogesund (Ulricehamn) omnämns för första gången i skrift.

## Födda
- Anna av Savojen, kejsarinna och regent av Bysans.

## Avlidna
- 10 februari
  - Torgils Knutsson, svenskt riksråd, förmyndare för kung Birger Magnusson på 1290-talet, marsk från 1280-talet till 1305 (avrättad omkring detta datum).
  - John III Comyn, skotsk tronpretendent (dödad).